# Gunnerales
Gunnerales, biljni red iz razreda dvosupnica koji je dobio ime po poorodici Gunneraceae i po rodu Gunnera (hrv. gunera ili batora). Sastoji se od dviju porodica: Gunneraceae s 58 vrsta, i Myrothamnus s dvije vrste.
Rod Myrothamnus raste samo na jugu Afrike i Madagaskaru, dok je Gunnera sa svojih 58 vrsta raspršen po Africi, Americi, Aziji, Novom Zelandu i nekim otocima Oceanije.
Za razliku od predstavnika porodice Myrothamnaceae, vrste iz porodice Gunneraceae odlikuju se ogromnim listovima.

## Porodice i rodovi
1. Familia Gunneraceae Meisn. (58 spp.)
  1. Gunnera L. (58 spp.)
2. Familia Myrothamnaceae Nied. (2 spp.)
  1. Myrothamnus Welw. (2 spp.)